# 米京齊 (赫梅利尼克區)
49°40′32″N 27°57′59″E / 49.67556°N 27.96639°E
米京齊（烏克蘭語：Митинці），是烏克蘭的村落，位於該國西南部文尼察州，由赫梅利尼克區負責管轄，始建於1650年，面積1.8平方公里，海拔高度278米，2001年人口366，人口密度每平方公里203.33人。